# Convolvulus sagittatus
Convolvulus sagittatus är en vindeväxtart som beskrevs av Carl Peter Thunberg. Convolvulus sagittatus ingår i släktet vindor, och familjen vindeväxter. Inga underarter finns listade i Catalogue of Life.